# وفاء محجوب
وفاء محجوب هي لاعبة كاراتيه تونسية. حصلت على الميدالية الفضية في منافسات وزن 61 كلغ في دورة ألعاب البحر الأبيض المتوسط 2022 التي أقيمت في وهران بالجزائر. تُوجت بالميدالية البرونزية في منافسات 61 كغم في دورة ألعاب التضامن الإسلامي 2021 التي أقيمت في قونية، تركيا.
في عام 2021، تنافست في منافسات وزن 61 كلغ في بطولة العالم للكاراتيه التي أقيمت في دبي، الإمارات العربية المتحدة. شاركت أيضًا في منافسات وزن 61 كلغ في بطولة العالم للكاراتيه 2023 التي أقيمت في بودابست، المجر.

## الإنجازات
| العام | الألعاب                    | المكان          | المرتبة | الحدث            |
| ----- | -------------------------- | --------------- | ------- | ---------------- |
| 2022  | العاب البحر الأبيض المتوسط | وهران، الجزائر  | الثانية | الكوميتيه 61 كلغ |
| 2022  | العاب التضامن الاسلامي     | قونية، تركيا    | الثالثة | الكوميتيه 61 كلغ |
| 2023  | العاب عربية                | الجزائر العاصمة | الأولى  | الكوميتيه 61 كلغ |